# Hans Henrik Clemensen

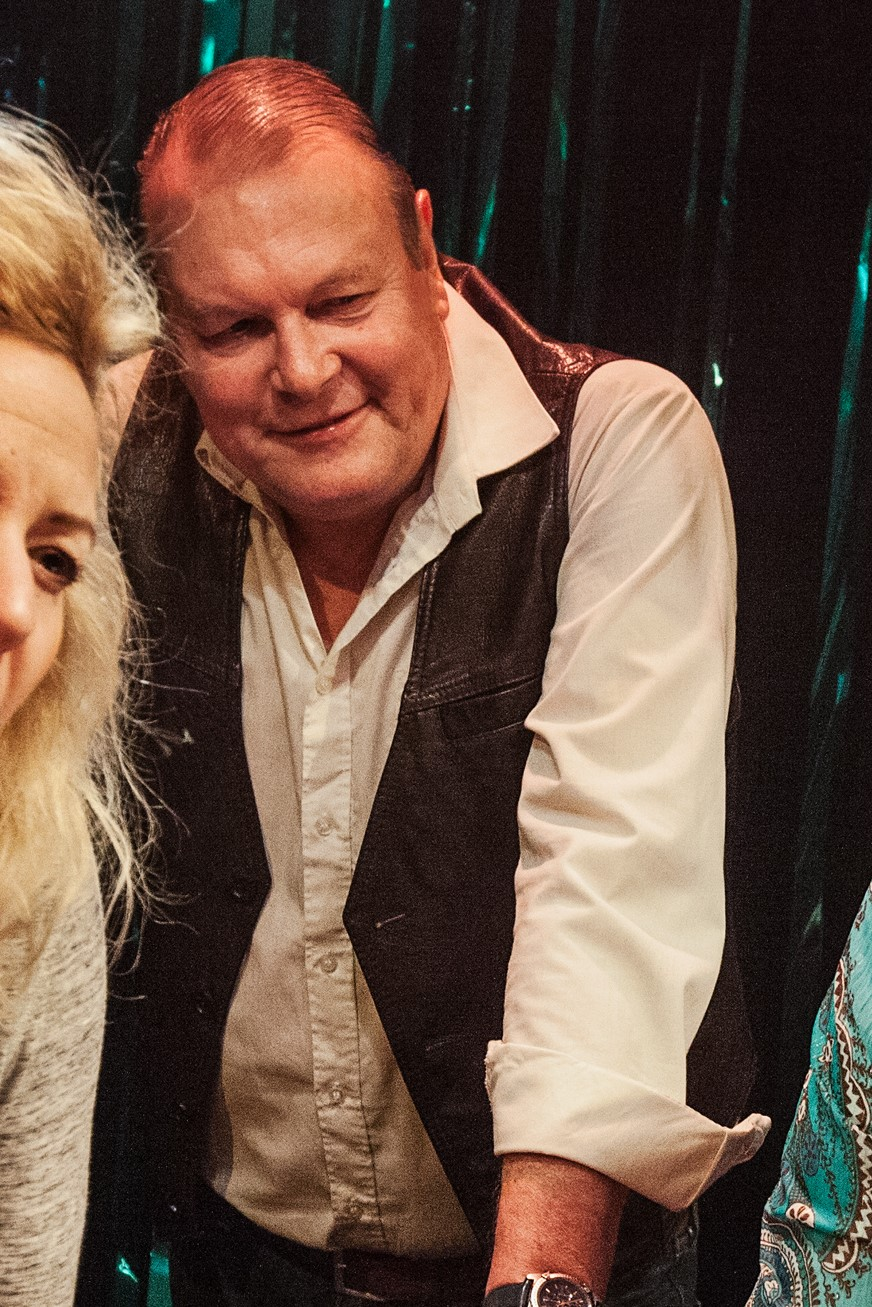
Hans Henrik Clemensen bei seinem Auftritt im Theaterstück „Warmestuen“ von Anna Bro im Folketeatret in Kopenhagen, 2016.

Hans Henrik Clemensen (* 4. Oktober 1948 in Kopenhagen) ist ein dänischer Schauspieler.

## Leben und Wirken
Nach seiner Schauspielausbildung debütierte Clemensen im Jahr 1973 auf der Bühne am Fioli-Theater. Danach gastierte er als Darsteller auch am Odense Teater, am Folketeatret, am Aarhus Teater, am Königlichen Theater Kopenhagen sowie am Regionaltheater Kolding.
Clemensen stand seit Anfang der 1970er-Jahre in mehr als 80 Film- und Fernsehproduktionen als Schauspieler vor der Kamera.
Hans Henrik Clemensen war von 1976 bis 1986 mit der Schauspielerin Vigga Bro liiert. Aus dieser Beziehung stammt seine Tochter Anna Bro (* 1980).
Er lebt in Kopenhagen.

## Filmografie (Auswahl)
- 2008: Worlds Apart (To Verdener)
- 2008: Die ewigen Momente der Maria Larsson (Maria Larssons eviga ögonblick)
- 2023: Agent (Fernsehserie)